# Warthauer Sandstein

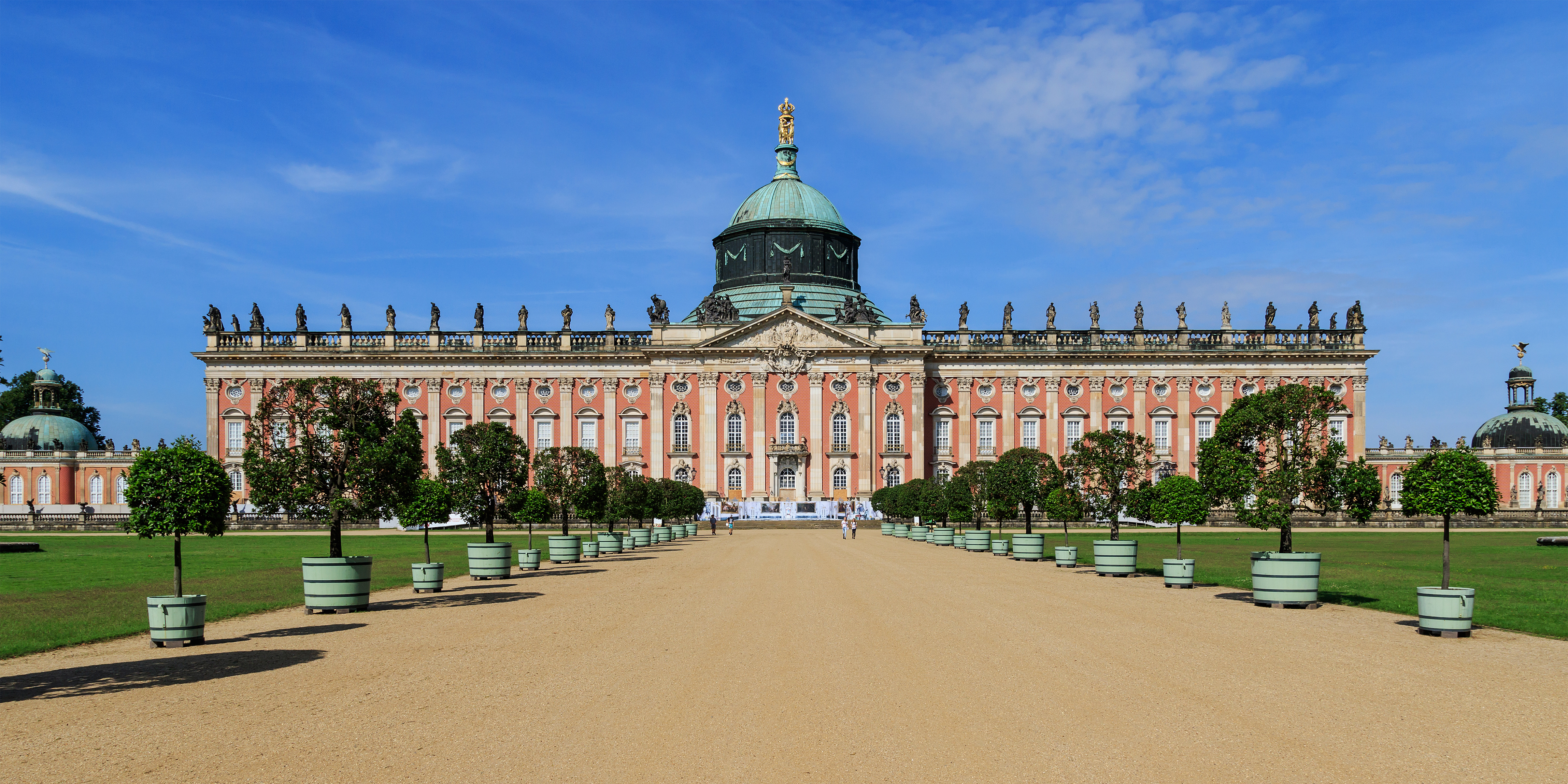
Das Neue Palais in Potsdam aus Warthauer Sandstein

Der Warthauer Sandstein (polnisch: Piaskowiec Wartowice), auch Altwarthauer Sandstein genannt, ist ein Sandstein, der in Polen bei Warta Bolesławiecka (Alt Warthau) abgebaut wird. Es handelt sich um einen bauhistorisch bedeutenden und überregional verbreiteten Sandstein. Er entstand in der Oberen Kreide (Coniacium).

## Vorkommen
Während der Kreidezeit vor 130 bis 65 Millionen Jahren wurden durch Wasser und Wind Sande in das Nordsudetische Becken transportiert, die Schicht für Schicht sedimentierten. In den Porenraum flossen kieselsäurehaltige Lösungen ein. Kieselsäure und auflagernde Sedimente verfestigten die Sande zu Sandstein. Die jüngeren Sedimente verwitterten und legten die Sandsteinvorkommen oberflächennah frei.

## Gesteinsbeschreibung
Es handelt sich um einen festen, feinkörnigen Sandstein von gelber, gelbbrauner und gelb-weißer Farbe. Sein Gehalt am Feldspäten (0–1 %) und Glimmer ist sehr gering. Dagegen sind Tonminerale mit schwankenden Anteilen (1–11 %) enthalten, davon bildet 80–95 % das Mineral Kaolinit den Hauptanteil. In geringeren Mengen kann Illit festgestellt werden. An akzessorischen Mineralgehalten mit selten über 1 % lassen sich Fe-Hydroxide sowie Hämatit finden, die im Porenraum des Sandsteins eingelagert sind. Mitunter treten in sehr geringen und schwankenden Anteilen Turmalin, Rutil und Zirkon auf. Das Gestein ist wenig geschichtet, mitunter gelb gebändert, und zeichnet sich durch einen geringen Porenraum aus. Die Schichtung ergibt sich aus einem Kongrößengradient.
Teilweise zeigt das Gestein gelb-rostige Färbungen. Ferner gibt es Eisenkiesel- und Quarzadern (ferritisch und verkieselt), die den Sandstein schiefwinkelig zur Schichtungsebene durchziehen.

## Verwendung
Heute wird der Warthauer Sandstein für Restaurierungen und Neubauten verwendet, im Neubauwesen insbesondere für Fassadenbekleidungen, Bodenbelägen, Abdeckplatten und Werksteine. Er wird auch für Bildhauerarbeiten verwendet. Dieser Naturstein ist frostfest.
Verbaut wurde dieser Sandstein am Reichstagsgebäude, Berliner Dom und an der Kaiser-Wilhelm-Gedächtniskirche in Berlin, am Neuen Palais und Schloss Sanssouci in Potsdam, Zentraltheater Dresden, an der Dresdner Bank Berlin, Universität der Künste Berlin, Universität Breslau und Niederlassung von Mercedes-Benz in Moskau.

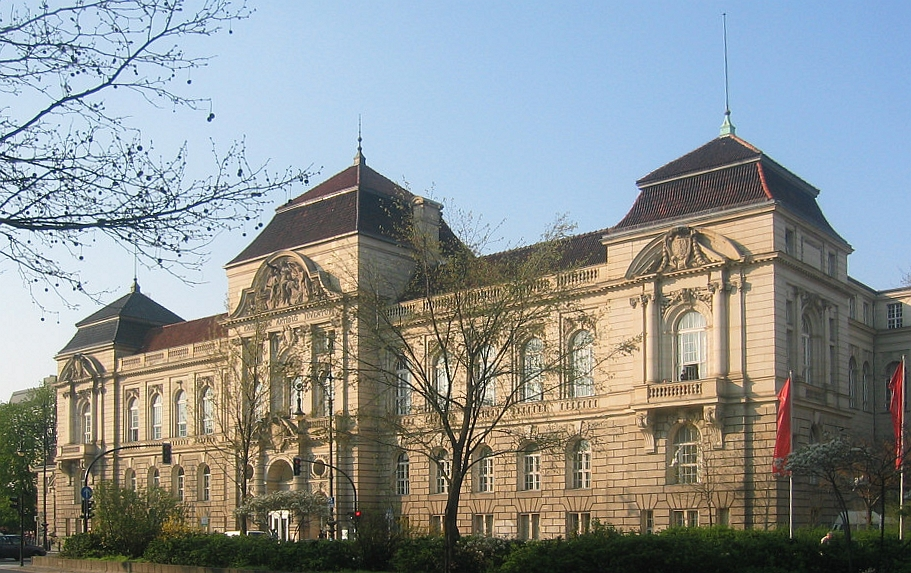
Universität der Künste Berlin aus Warthauer Sandstein
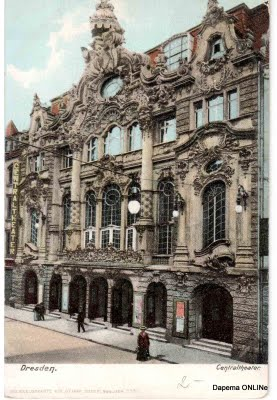
Zentraltheater Dresden (Bild 1905) aus Warthauer Sandstein
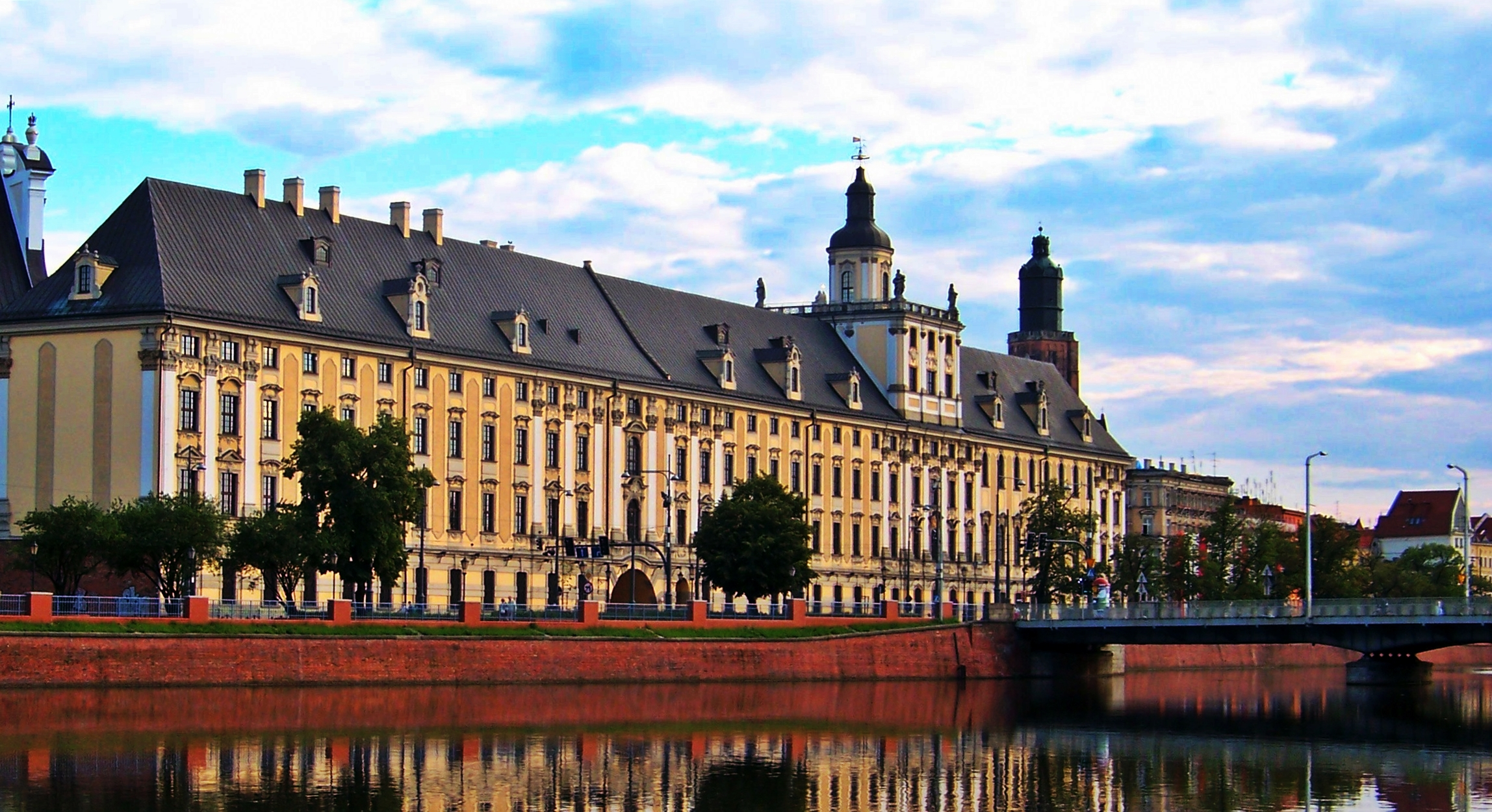
Universität Breslau aus Warthauer Sandstein

## Ähnliche Sandsteine der Region
Bunzlauer, Deutmannsdorfer, Neudorfer, Rackwitzer, Sirgwitzer und Hockenauer Sandstein.